# Max Salmi
Max Kasimir Salmi, född 10 maj 1931 i Nokia, 
död 27 september 1995, var en finländsk målare.
Salmi studerade vid Ritskolan i Åbo 1948–1949 och 1954–1955. Han har influerats av den surrealistiska Åboskolan, men utvecklat sitt måleri i en personlig riktning, där en raffinerad färgbehandling och en tekniskt driven komposition ingår som centrala element. Han har målat främst abstrakta motiv i det lilla formatet.